# Graiul Sălajului
Graiul Sălajului este un cotidian editat în Zalău, județul Sălaj începând cu 30 decembrie 1989, când colectivul redacțional de la Năzuința iar apoi de la Țara Silvaniei a preluat acest nume.
In trecut, ziarul s-a numit Năzuința, fiind un săptămânal editat de Consiliul Județean PCR între 1968 și 1989. Pe 22 decembrie 1989, Năzuința si-a schimbat numele in Țara Silvaniei, editată de redactorii vechii Năzuința, în câteva numere. Pe 30 decembrie 1989, Țara Silvaniei S-a transformat în Graiul Sălajului. Primele articole au fost semnate de Aurel Pausan, Simion Gliguta, Gheorghe Raus, Vasile Sandor, Dumitru Ispas sau Ioan Lupsa, Viorel Varga, Ioan Nichita Sabadus.